# Consuegra
Pour les articles homonymes, voir Consuegra (homonymie).
Consuegra est une commune d’Espagne, dans la province de Tolède, communauté autonome de Castille-La Manche.

## Géographie
La ville se trouve a 62 km de Tolede dans la région de Castille-La-Manche. Elle est une étape de la « route de Don Quichotte ».

## Histoire
L'occupation humaine de la colline de Calderico dominant la ville est attestée à partir du Ve siècle av. J.-C par la découverte des vestiges d'un hameau. Les Romains font la conquête de la région au IIe siècle av. J.-C. et fondent « Consaburum ». Ils démantèlent le hameau, forçant les habitants à s'installer dans la plaine, près de la rivière Amarguillo puis équipent la ville de thermes, de murailles, d'un aqueduc et d'un cirque.
Le château de la Muela, occupant le sommet de la colline, est à l'origine est un petit fort, probablement construit par Almanzor au Xe siècle, à l'époque du Califat de Cordoue. En 1097, Al-Mutamid l'offre au roi Alphonse VI de León comme cadeau de mariage avec la princesse sévillane Zaida. Si Alphonse VI obtient le château sans faire usage de la force, il le perd le 15 août de la même année à la suite de sa défaite face aux Almoravides à la bataille de Consuegra, au cours de laquelle le fils du Cid Campeador perd la vie.
De 1809 à 1813, le château est occupé par les troupes françaises au cours de la guerre d'Indépendance. Il finit par tomber en ruine à la suite du désamortissement du XIXe siècle et à un incendie. De nos jours, il est en cours de restauration par une école atelier depuis 1985.

### Les Hospitaliers
Cette partie de la Castille redevenue chrétienne, le roi Alphonse VII remet en 1183 le château et les terres environnantes à l'ordre de Saint-Jean de Jérusalem, qui reconstruit la forteresse et lui donne sa forme actuelle. À partir de là, l'Ordre religieux va asseoir son autorité afin de contrôler et repeupler la région. Le château finit ainsi peu à peu par perdre sa vocation défensive, au profit d'un rôle administratif et spirituel, comme siège du prieuré.
Cet Ordre va introduire au XVIe siècle les moulins à vent (voir les Moulins de Consuegra) qui font aujourd'hui la réputation de Consuegra. Exploités par les meuniers pour moudre le blé, principale ressource de la région, les moulins sont transmis de père en fils au fil des générations.

## Économie
Le secteur économique principal est le secteur primaire, soit l'agriculture. Les productions principales sont des céréales, des raisins et des olives. Consuegra est également réputée pour sa production de safran. Les industries textiles et du bois sont aussi présentes.

## Lieux et monuments
- Château de la Muela du Xe siècle
- Moulins de Consuegra : douze moulins à vent du XVIe siècle
- Hôtel de ville : construit en 1670[1]
- Los corredores : bâtiment du XVIIe siècle remarquable, avec son balconnet en bois et ses arcades. Il accueille le musée municipal qui conserve des vestiges archéologiques datant du néolithique jusqu'à la fin du XIXe siècle[1]
- Palais des prieurs et Maison de la Tercia : ancien hôtel de ville. Appartenait jadis à l'Ordre de Saint-Jean. Bâtie au-dessus des thermes romains, elle comportait trois éléments : l'église (dont on conserve l'abside), la résidence et la tour[1]
- Église Santissimo Cristo de la Vera Cruz : bâtie de 1750 à 1803, elle a une façade en marbre blanc[1]
- Église Santa María la Mayor : bâtie en 1723, elle a une seule nef de style castillan mudéjar
- Église San Juan : bâtie en 1567, sa nef est en croix latine et sa façade est de style castillan mudéjar[1]
- Couvent des Carmélites : fondé en 1597 conformément au testament de don Fernando Alvarez de Toledo
- Ermitage de San Rafael : bâti dans le quartier El Impartial, après la reconstruction faisant suite à l'inondation du 11 septembre 1891[1]
- Couvent des frères franciscains : fondé au XVIIe siècle, il comprend deux cloîtres et une église[1]
- Barrage romain : à quatre km de la ville. Long de 638 mètres, c'est le plus long de l'époque romaine[1]

## Galerie

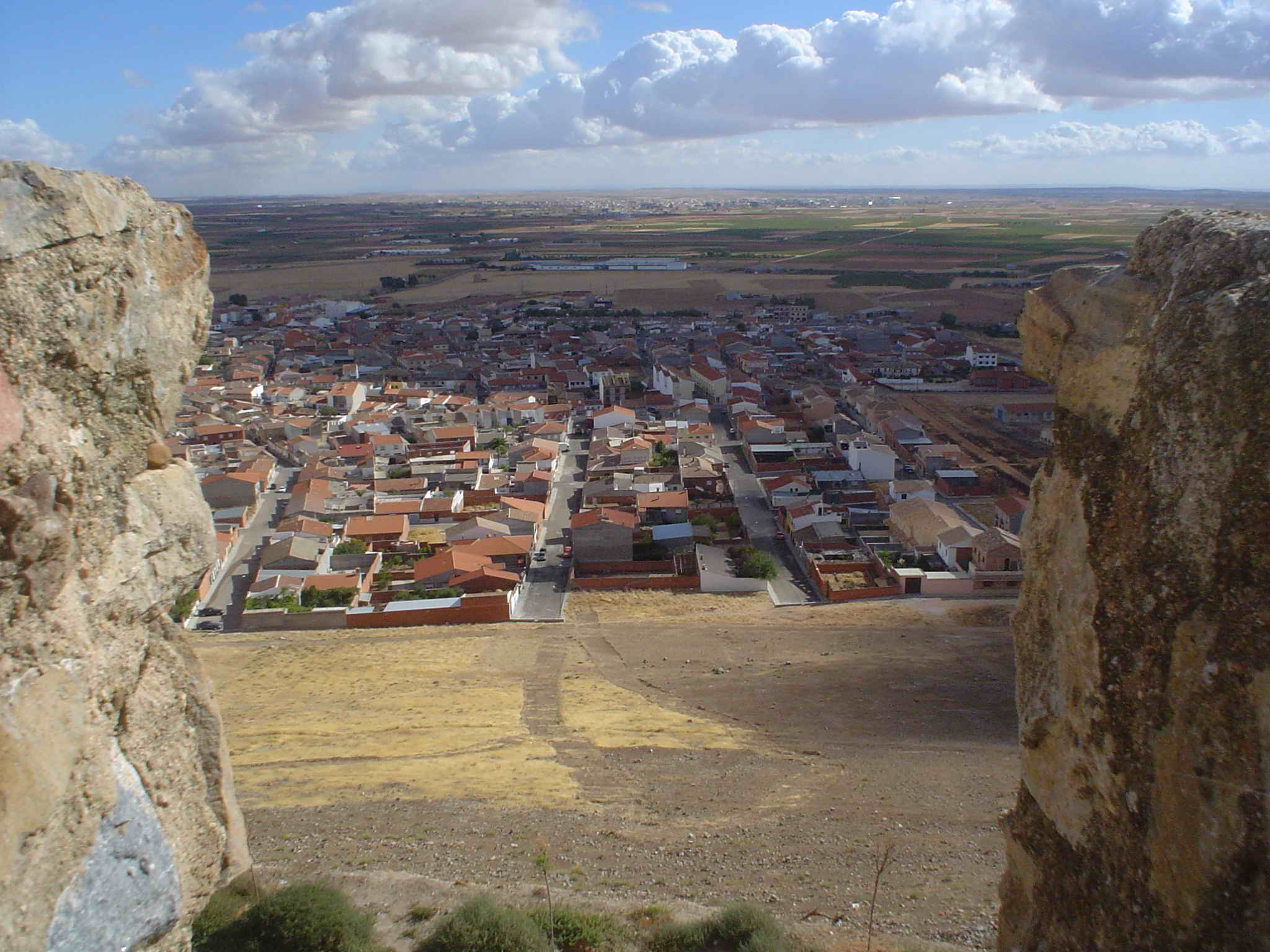
Consugra, vue du château
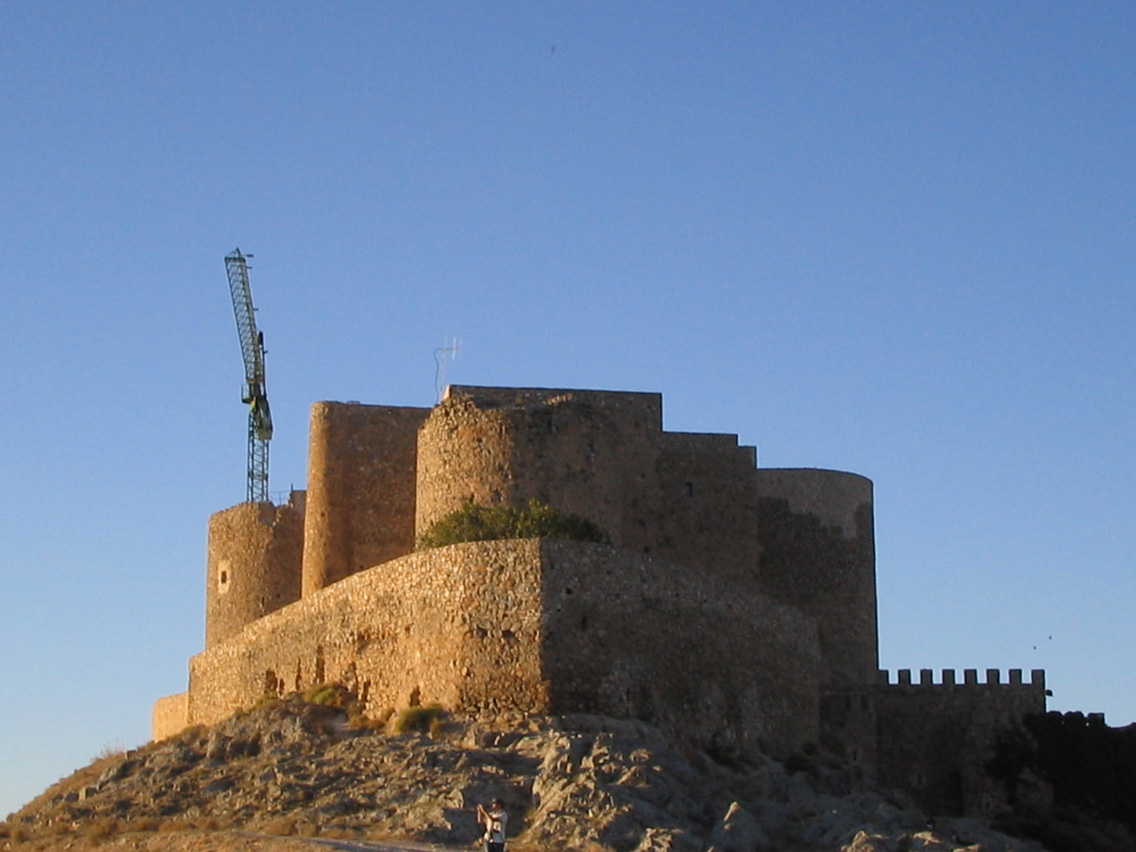
Château de la Muela
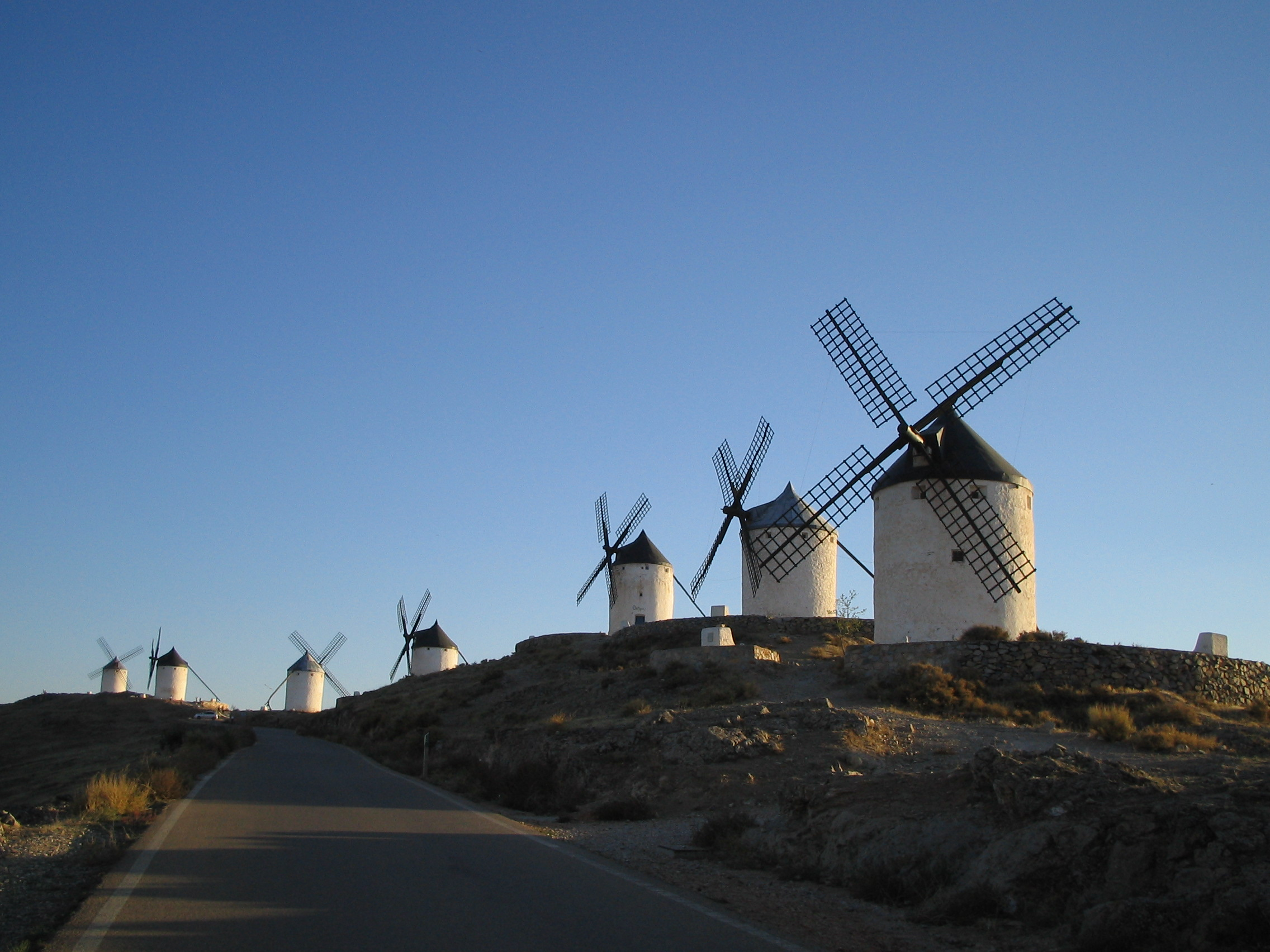
Moulins de Consuegra
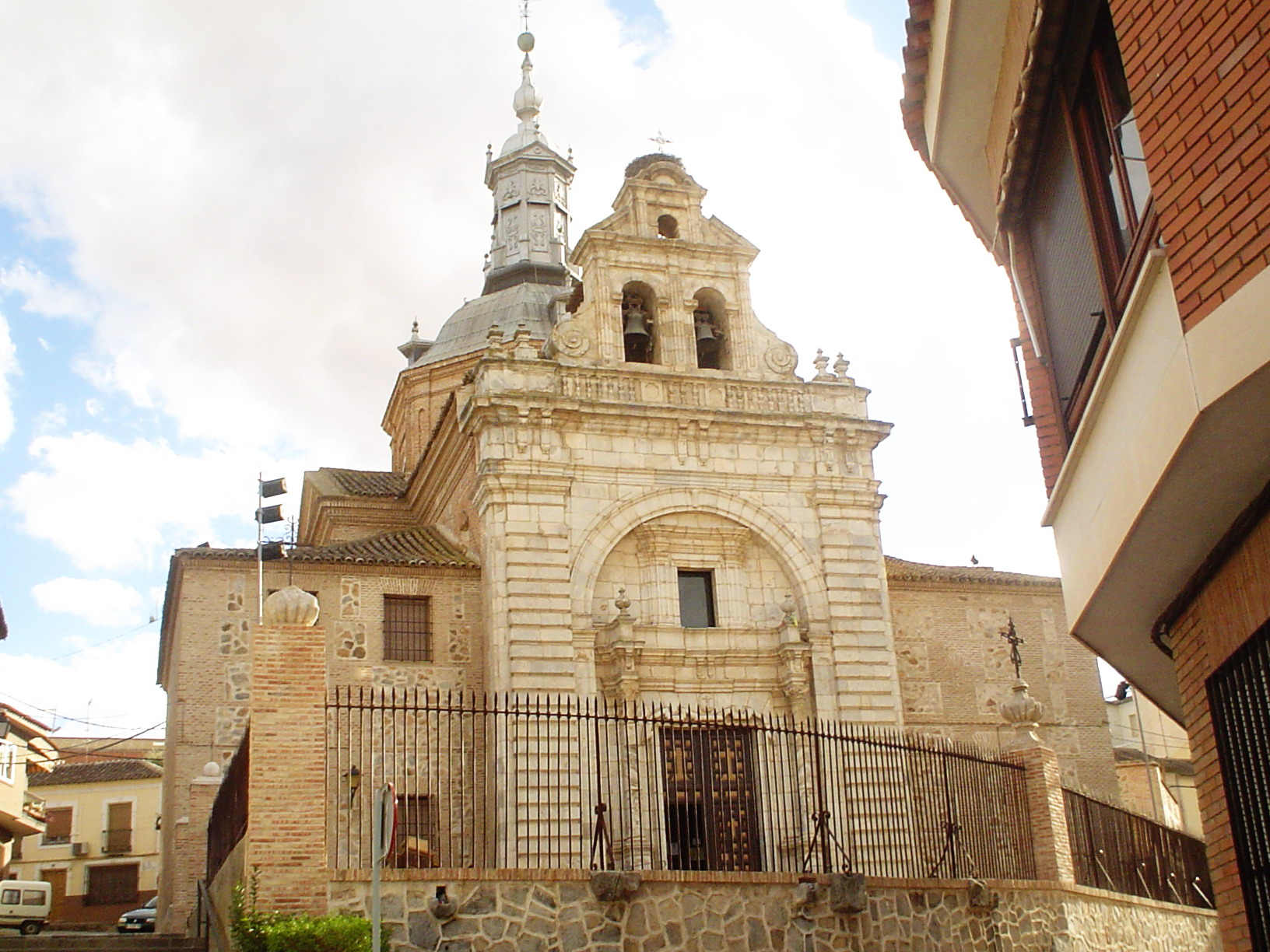
Église Santísimo Cristo de la Vera Cruz
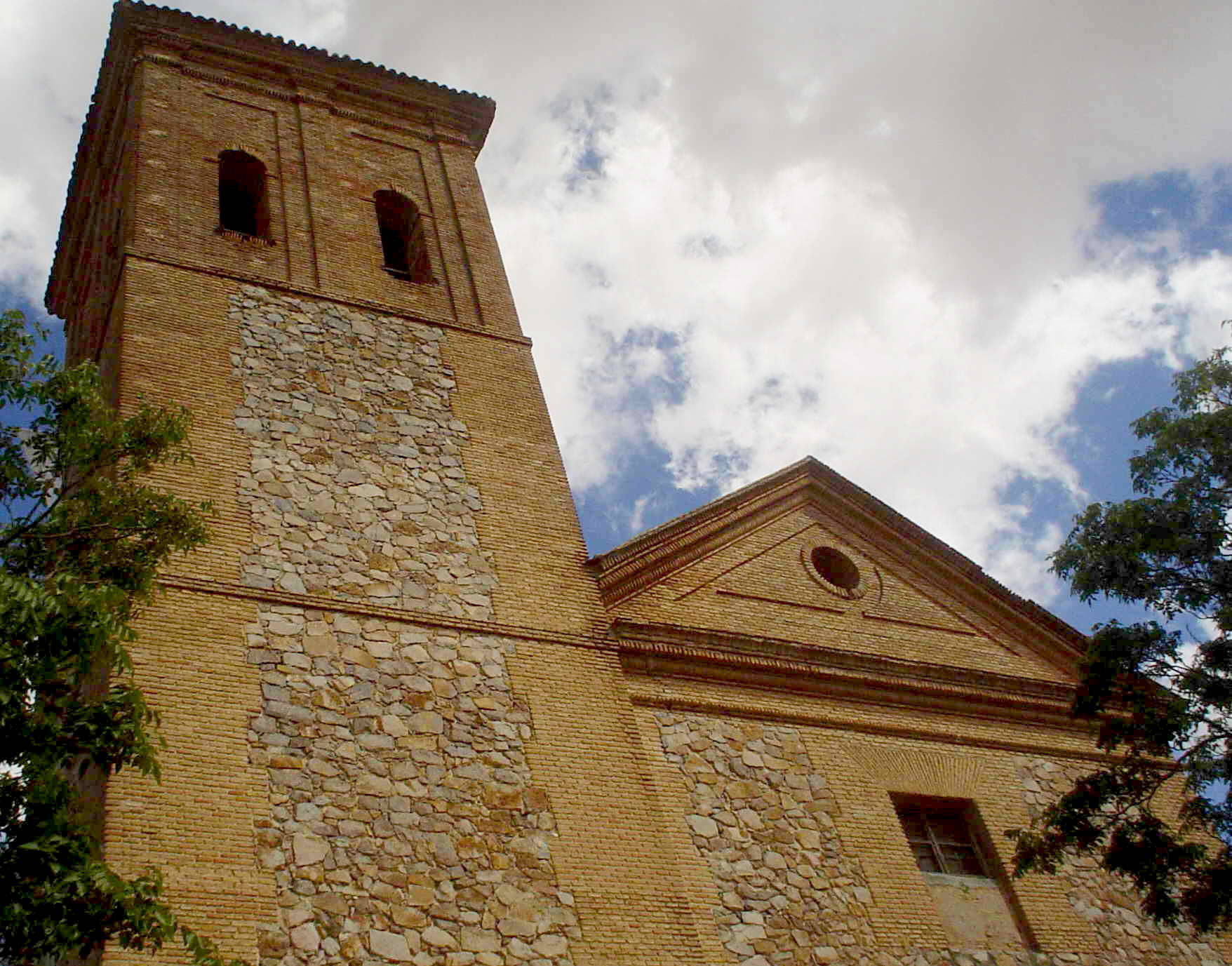
Église Santa María la Mayor

## Jumelage
Le Passage (Lot-et-Garonne) (France)

## Personnalités liées à la commune
- Le fils du Cid Campeador perd la vie au cours de la bataille de Consuegra le 15 août 1097[3]
- Miguel Barroso, né à Consuegra, peintre espagnol.

## Événement
La fête de la Rose du Safran, le dernier week-end d'octobre. À cette occasion le moulin Sancho est remis en route et le blé broyé sous sa meule, surnommée Catalina, est ensaché et distribué par guichet aux visiteurs, dont le nombre avoisine les 3000. Cet acte symbolique, appelé Broyage de la Paix, est un événement médiatique qui attire des personnalités du monde de la culture et de la communication.